# Oberonia wightiana
Oberonia wightiana är en orkidéart som beskrevs av John Lindley. Oberonia wightiana ingår i släktet Oberonia och familjen orkidéer. Inga underarter finns listade i Catalogue of Life.